# Fəxrəddin Dadaşov
Fəxrəddin Əlisahib oğlu Dadaşov (auch Fakhraddin Dadashov; * 26. September 1950 in Baku, Aserbaidschanische SSR) ist ein aserbaidschanischer Kamantschespieler und Musikpädagoge.
Dadaşov studierte Kamantsche am Nationalkonservatorium. Seit 1966 war er Konzertmeister des Aserbaidschanischen Ensembles für Volksmusikinstrumente „Əhməd Bakıxanov“, mit dem er im aserbaidschanischen Rundfunk und Fernsehen auftrat und Konzerte in mehr als fünfzig Ländern gab und die aserbaidschanische Mugham-Musik bekannt machte. Auf der Kamantsche begleitete er Mughamkünstler wie Yaqub Məmmədov, Əbülfət Əliyev und Alim Qasımov. Er ist Solist des Mugham-Trios „Cabbar Qaryağdıoğlu“ und Dozent am Aserbaidschanischen Staatlichen Konservatorium. 2005 wurde er als Volkskünstler der Aserbaidschanischen Republik geehrt.